# Kallmann-Museum
Das Kallmann-Museum ist ein Museum für moderne und zeitgenössische Kunst, das im Ismaninger Schlosspark in Ismaning bei München gelegen ist. Das 1992 eröffnete Museum ist dem Werk des Malers und Zeichners Hans Jürgen Kallmann (1908–1991) gewidmet. Von Juli 2023 bis Januar 2025 wurde das Museum umfassend modernisiert und erweitert. Träger des Kallmann-Museums ist die Prof. Hans Jürgen Kallmann-Stiftung in Ismaning.

## Museum
Das Museum wurde am 16. Juli 1992 eröffnet und ist im Nachbau der Orangerie des Ismaninger Schlosses im Ismaninger Schlosspark untergebracht. Die klassizistische Orangerie wurde 1837 von Jean Baptiste Métivier, dem Hofarchitekten der Herzogin Auguste Amalie von Leuchtenberg, erbaut. Der Bau wurde 1983 abgerissen und 1991–1992 wiederaufgebaut und durch moderne Ausstellungsräume erweitert. Einmal jährlich wird der Stifter Hans Jürgen Kallmann in einer umfangreichen Präsentation vorgestellt. Daneben werden in etwa drei bis vier Wechselausstellungen pro Jahr Werke moderner und zeitgenössischer Kunst gezeigt.
2005 entwarf der amerikanische Künstler Matt Mullican anlässlich der Bundesgartenschau in München die Arbeit Topiary für das Museum. Das Werk besteht aus labyrinthartig angelegten Buchenhecken vor dem Museum und 15 skulptural zugeschnittenen Buchenbäumchen, die als Leitsystem zum Museum funktionieren.
Bis zum Herbst 2024 wurde das Museum modernisiert und die Ausstellungsfläche durch Überdachung eines Innenhofes um etwa 100 Quadratmeter erweitert. Mitte 2024 wurden die erwarteten Kosten um eine halbe Millionen Euro auf 5,5 Millionen nach oben korrigiert. Grund dafür seien Schadstoffe in der Bausubstanz, gestiegene Anforderungen an den Brandschutz, höhere Honorare für die Planer sowie Kosten für die Sicherung der Baustelle gegen Materialdiebstahl. Am 17. Januar 2025 fand die Wiedereröffnung statt.

## Konzerte
Neben den Ausstellungen veranstaltet das Museum regelmäßig Konzerte. In der von 1995 bis 2015 bestehenden Konzertreihe „Jazz im Kallmann“ stand die Jazzmusik im Fokus. Seit 2016 wird die Reihe unter dem Titel „Konzerte im Kallmann“ fortgeführt, die den stetig sich verbreiternden Musikrichtungen Rechnung trägt.

## Ausstellungen (Auswahl)
- Stationen – Leben und Werk von Hans Jürgen Kallmann (10. Dezember 2016 – 5. Februar 2017)
- Herbert Nauderer. Parasite Island. Mausmannsland. (24. September – 27. November 2016)
- Die Bundesrepublik Deutschland im Spiegel der Porträts von Hans Jürgen Kallmann (4. Dezember 2015 – 7. Februar 2016)[5]
- Waterbound – Vom Leben mit dem Wasser (23. Mai – 30. August 2015), u. a. mit Werken von Jenny Holzer, Herman de Vries und Marina Abramovic[6]
- Hiroyuki Masuyama – Raum, Zeit, Reise (7. März – 10. Mai 2015)[7][8]
- Hans Jürgen Kallmann – Perspektivwechsel (14. Dezember 2014 – 15. Februar 2015)[9]
- Zwischen Passion und Kalkül – Neusachliche Werke aus der Sammlung Brabant (3. Oktober – 7. Dezember 2014)[10]